# Фалелеево (Рыбинский район)
Фалеле́ево — деревня в Назаровской сельской администрации Назаровского сельского поселения Рыбинского района Ярославской области.
Деревня расположена на небольшом расстоянии к югу, в сторону Волги от автомобильной дороги Рыбинск-Шашково, на правом берегу безымянного ручья текущего от деревни Дьяковское. Деревня расположена на склонах спускающихся к этому ручью и к Волге. За ручьём, на восток от деревни расположено село Спас.
Деревня Фалелеева указана на плане Генерального межевания Рыбинского уезда 1792 года. Там же протекающий рядом ручей назван Смердоча.
На 1 января 2007 года в посёлке числилось 42 постоянных жителя. Деревня обслуживается почтовым отделением в Назарово. Количество домов на почтовом сайте не указывается..
На территории Назаровского сельского поселения расположены 29 объектов культурного наследия в том числе:
- федерального значения — 4:
  - «Селище, 1 тыс. н. э.» (дер. Василево, 1 км к западу);
  - «Стоянка 3, II тыс. до н. э.» (дер. Тимново ("Усть-Колокша), 1 км к юго — востоку;
  - «Стоянка 1, VI—V тыс. до н. э.» (дер. Фалелеево, 0,1 км к юго — западу);
  - «Стоянка 2, VI тыс. до н. э.» (дер. Фалелеево, 0,2 км к юго — востоку).

Археология и древняя история Рыбинского района
(ранее ист. Фелилеево)
Стоянка № 1, мезолит — 100 метров к юго-западу от деревни, вторая терраса левого берега реки Волга, дюна у правого берега ручья в 35 километрах выше его устье. Обследована в 1974 году Л. В. Кольцовым. Площадь около 1600 квадратных метров. Поверхность задернована, западная половина нарушена траншее. Найдены кремнёвые скребки, вкладыши, ножевидные пластины, отщепы мезолитического облика.
Стоянка № 2, мезолит — 200 метров к юго-востоку от деревни, вторая терраса левого берега реки Волга, дюна между двумя ручьями в 400 метрах выше их устья. Обследована в 1974 году Л. В. Кольцовым. Площадь около 4000 квадратных метров. Поверхность задернована, поросла соснами. Культурный слоя толщиной 15 сантиметров состоит из коричневого песка. Найдены кремнёвые скребки, вкладыши, ножевидные пластины, отщепы мезолитического облика.
Стоянка № 3, мезолит — 600 метров к западу от деревни, возвышение первой террасы левого берега реки Волга. Обследована в 1981 году М. Г. Жилиным. Площадь 30 на 50 метров, высота от реки 9 метров. Поверхность задернована. Культурный слой толщиной 27 сантиметров из серо-желтого песка в верхнем горизонте нарушен старой пахотой до глубины 28 сантиметров. Найдены кремнёвые скребки, вкладыши, ножевидные пластины, отщепы мезолитического облика.
Стоянка № 4, мезолит — 500 метров к западу от деревни, западный конец дюны первой террасы левого берега реки Волга. Обследована в 1981 году М. Г. Жилиным. Площадь 30 на 110 метров, высота от реки до 12 метров. Поверхность задернована, частью поросла сосняком. Культурный слой толщиной 42 сантиметра из серо-желтого песка залегает под слоем дерна и серого подзола толщиной до 33 сантиметров. Найдены кремнёвые ножевидные пластины, отщепы мезолитического облика.
Стоянка № 5, мезолит — 400 метров к юго-востоку от деревни, мыс первой террасы левого берега реки Волга и левого берега ручья в 300 метрах выше от устья этого ручья. Обследована в 1981 году М. Г. Жилиным. Площадь 30 на 40 метров, высота от реки до восьми метров. Поверхность задернована. Культурный слой толщиной 15 сантиметров из серо-желтого песка залегает под слоем старой пахоты толщиной до 26 сантиметров. Найдены кремнёвые отщепы мезолитического облика и нуклевидные куски.